# Karl Veit Riedel
Karl Veit Riedel (* 20. Februar 1932 in Berlin-Charlottenburg; † 13. Juni 1994) war ein deutscher Volkskundler und Theaterwissenschaftler.

## Leben
Karl Veit Riedel verbrachte seine Schul- und Jugendzeit in Reichenbach im Vogtland. An der Freien Universität Berlin und in Tübingen studierte er die Fächer Volkskunde, Theaterwissenschaft, Literaturwissenschaft, Publizistik und Kunstgeschichte. Anschließend war er zunächst freiberuflich in Hamburg tätig. 1962 promovierte er an der Universität Hamburg mit der Dissertation Leben und Weltanschauung des Hamburgischen Domherrn Friedrich Johann Lorenz Meyer (1760 bis 1844), die 1963 publiziert wurde. In der Folgezeit veröffentlichte er zahlreiche Aufsätze vor allem in den Beiträgen zur deutschen Volks- und Altertumskunde. Riedels Hauptinteresse in diesen Arbeiten galt den modernen Massenmedien. Als einer der ersten Volkskundler in Deutschland beschäftigte er sich mit modernen Phänomen wie Fernsehen, Werbung und Reklame.
Daneben trat Karl Veit Riedel mit einer Reihe von Buchpublikationen hervor, die sich unter anderem mit dem Theater beschäftigen. Schon 1963 legte er eine Studie über den Bänkelsang vor, 1982 eine Monographie über das Puppenspiel in Oldenburg. Ein Jahr darauf erschien eine theatergeschichtliche Abhandlung über das Stadttheater Wilhelmshaven, die Landesbühne Niedersachsen Nord und die Niederdeutsche Bühne in Wilhelmshaven. Eine thematisch ähnliche Arbeit über die August-Hinrichs-Bühne am Oldenburgischen Staatstheater erschien postum 1996. Von großem literatur- und theatergeschichtlichen Wert ist seine 910 Schauspiele umfassende dreibändige Sammlung von Inhaltsangaben über niederdeutsche Theaterstücke, die zwischen 1991 und 1994 im Oldenburger Isensee Verlag erschien. Von 1977 an war er Mitglied der Fachjury des Niederdeutschen Bühnenbundes Niedersachsen und Bremen für den Willy-Beutz-Schauspielpreis. 
Seit 1968 arbeitete Riedel als Oberkustos am Niedersächsischen Landesmuseum für Kunst und Kulturgeschichte.

## Publikationen (Auswahl)
- Friedrich Johann Lorenz Meyer, 1760–1844. Ein Leben in Hamburg zwischen Aufklärung und Biedermeier. Christians, Hamburg 1963.
- Der Bänkelsang. Wesen und Funktion einer volkstümlichen Kunst. Hamburger Museumsverein, Hamburg 1963.
- Jugend und Fernsehen. Untersuchungen und Überlegungen zur Jugendeignung von Fernsehprogrammen. Luchterhand, Neuwied/Berlin 1966.
- Warum wir so leben. Fackelträger-Verlag, Hannover 1970.
- Puppentheater in Oldenburg. Ein Beitrag zur Geschichte und Kunst des Puppenspiels. Holzberg, Oldenburg 1982. ISBN 3-87358-148-5
- Stadttheater Wilhelmshaven, Landesbühne Niedersachsen-Nord, Niederdeutsche Bühne Wilhelmshaven. Friesen-Verlag Beutz, Wilhelmshaven 1983. (Ohne ISBN)
- Worpswede. Verlag Atelier im Bauernhaus, Fischerhude 1988. ISBN 3-88132-110-1
- Plattdeutsche Theaterstücke. Ein Führer durch die niederdeutsche Bühnenliteratur, 3 Bde. Isensee, Oldenburg 1991–94.
- Niederdeutsches Theater in Oldenburg. Geschichte der August-Hinrichs-Bühne am Oldenburgischen Staatstheater. Isensee, Oldenburg 1996. ISBN 3-89598-313-6